# Sans Souci, New South Wales
Sans Souci este o suburbie în Sydney, Australia.